# Chrozophora tinctoria
Chrozophora tinctoria é uma espécie de planta com flor pertencente à família Euphorbiaceae. 
A autoridade científica da espécie é (L.) Raf., tendo sido publicada em Chloris Aetnensis 4. 1813.
Os seus nomes comuns são tornassol, tornassol-dos-franceses ou tornassol-dos-tintureiros.
Em 2020, um grupo de investigadores portugueses conseguiu descodificar a estrutura molecular do cromóforo responsável pela cor azul que até agora era um mistério . O estudo, intitulado "A 1000-year-old mystery solved", foi publicado na Science Advances, por investigadores do Laboratório associado para a Química Verde, da Faculdade de Ciências e Tecnologia da Universidade Nova de Lisboa, em conjunto com investigadores das universidades de Aveiro, Lisboa e Porto.
Para abordar este mistério, o grupo interdisciplinar reuniu uma equipa de químicos com experiência na identificação de produtos naturais, cientistas de conservação e uma bióloga com grande conhecimento botânico da flora portuguesa.
Seguindo instruções medievais, os investigadores recolheram amostras do fruto da planta, que é nativa da região mediterrânica e das regiões central e sudoeste da Ásia, na aldeia da Granja, no concelho alentejano de Mourão, de onde foi extraído "um corante azul como principal cromóforo".
O cromóforo, molécula responsável pela cor, foi isolado, purificado e caracterizado através de uma metodologia multianalítica, recebendo o nome de 'chrozophoridin'. Agora, após a determinação da estrutura, conclui-se que não é nem uma antocianina, encontrado em muitas flores e frutas azuis, nem índigo, o corante azul natural mais estável, mas sim uma nova classe por si só. Este é um pedaço de conhecimento indispensável para a preservação do património cultural europeu, em obras de arte como iluminuras de manuscritos medievais onde este corante possa ter sido usado.

## Portugal
Trata-se de uma espécie presente no território português, nomeadamente em Portugal Continental.
Em termos de naturalidade é nativa da região atrás indicada.

## Protecção
Não se encontra protegida por legislação portuguesa ou da Comunidade Europeia.